# Pont de Weisenau
Le pont de Weisenau est un pont autoroutier qui traverse le Rhin à six voies de 900 mètres de long construit entre 1961 et 1962 par l'usine MAN Werk Gustavsburg sur l'A 60 entre Mayence-Weisenau et Ginsheim-Gustavsburg.
C'est l'un des trois ponts routiers sur le Rhin qui relient la capitale de l'État de Rhénanie-Palatinat, Mayence à la Hesse. Les deux autres se trouvent plus nord, le pont Theodor-Heuss et le pont de Schierstein (A 643).
Le prochain pont routier sur le Rhin au sud sont le Nibelungen Brücke à Worms et puis le pont autoroutier Theodor-Heuss-Brücke (A 6) près de Frankenthal.
Le pont de Weisenau est le pont le plus important entre la rive rhénane et la zone métropolitaine de Francfort-sur-le-Main avec l'Aéroport et la Messe Frankfurt.
Il y a une voie piétonne et cyclable combinée à travers le Rhin entre Mayence-Weisenau/Laubenheim et Ginsheim-Gustavsburg.

## Rénovation dans le cadre de l'expansion du Mainzer Ring
La rénovation et l'agrandissement du pont Weisenau ont été achevés au printemps 2003. La structure portante du pont autoroutier, administré par le Land de Rhénanie-Palatinat, a été renforcée et élargie de 0,75 m des deux côtés. Cela était nécessaire pour pouvoir l'étendre à six voies. À l'intérieur et à l'extérieur, il a reçu une nouvelle protection contre la corrosion. L'étanchéité, la chaussée et les joints de dilatation ont également été renouvelés.

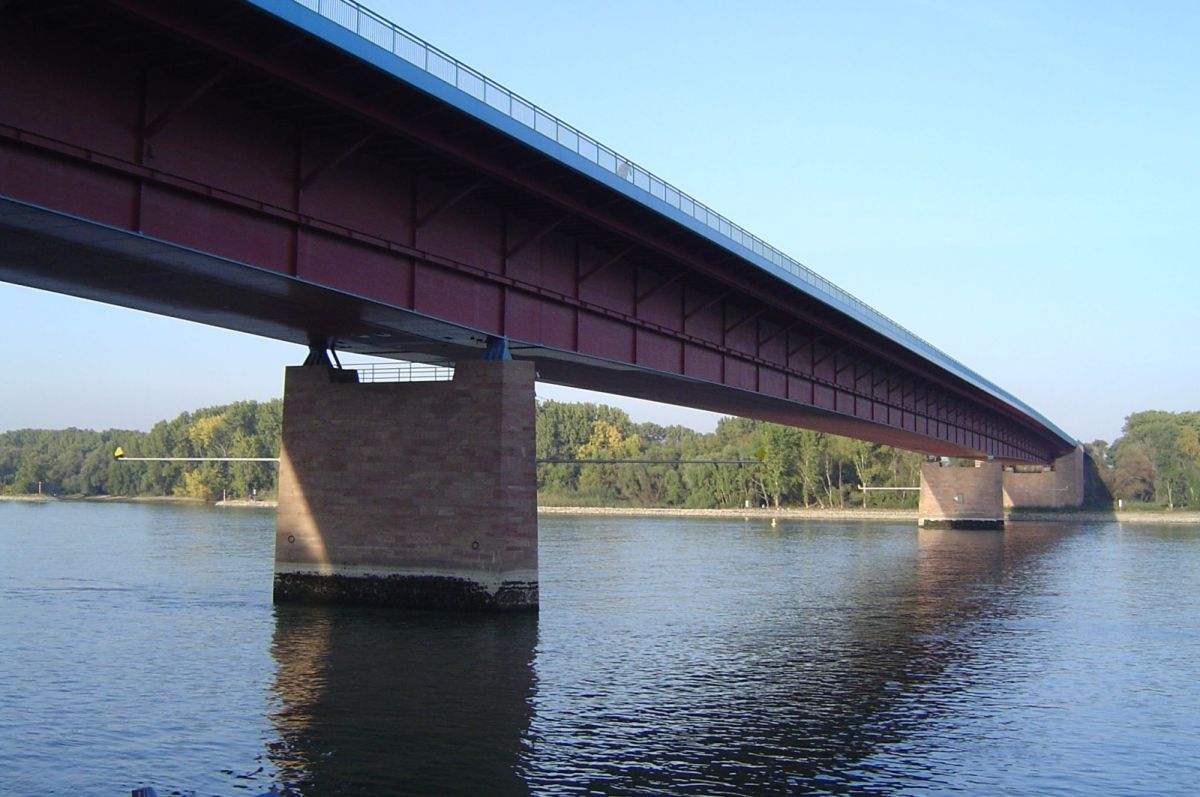
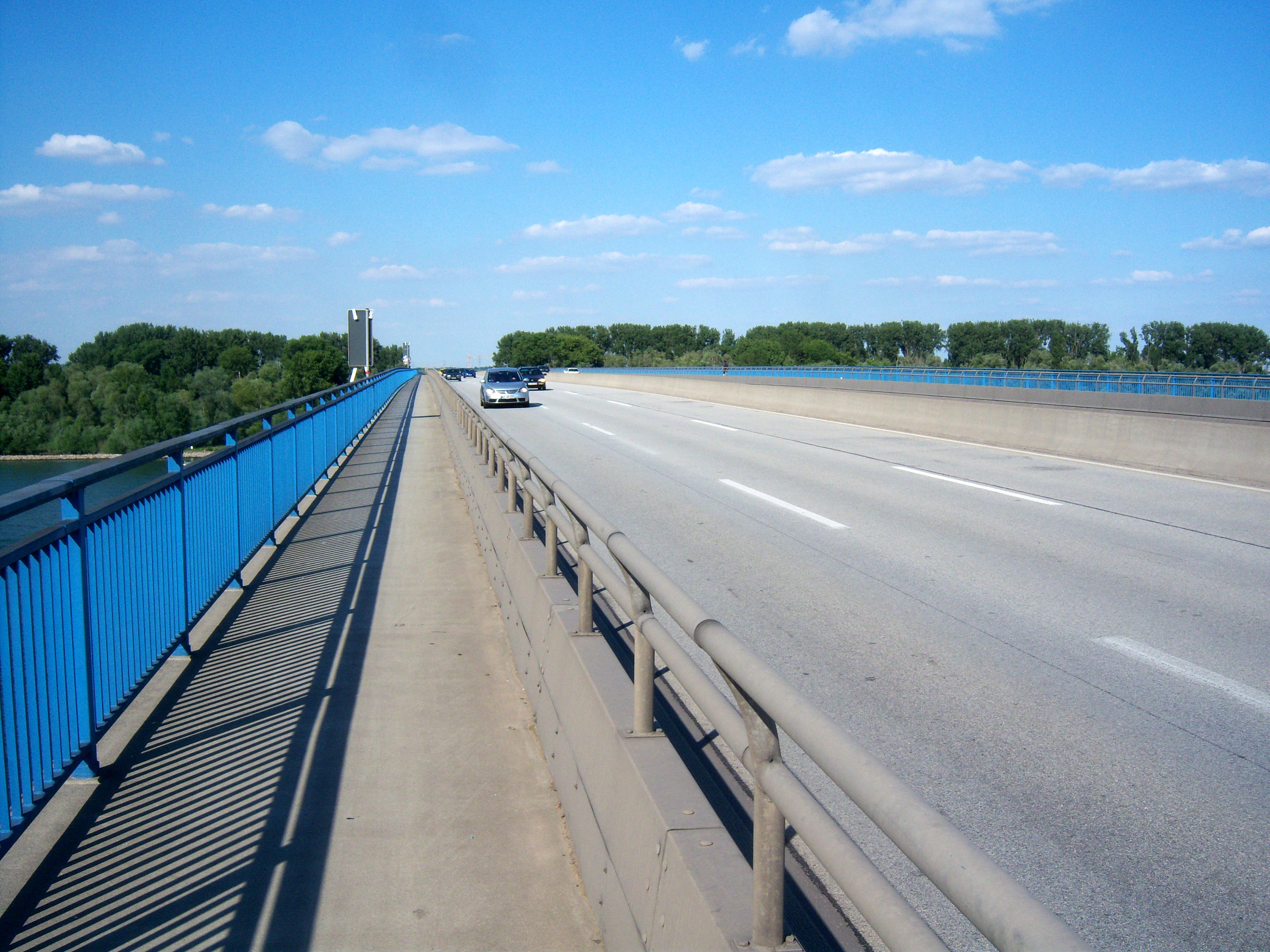